# 翁同书
翁同书（1810年7月10日—1865年12月14日），字祖庚，號葯房，江蘇常熟人，晚清大臣。同治帝師翁心存長子，光緒太傅翁同龢長兄。

## 生平
道光二十年（1840年）進士，授翰林院編修，曾任貴州學政。咸丰初年，太平军事起，被派往江南大营襄办军务，輔佐琦善、托明阿、德兴阿，曾是兩江總督曾國藩的部下。
咸豐八年（1858年）任安徽巡撫，驻定远城。誤撫江北綠林苗沛霖，坐視苗沛霖亂殺平民。苗暗與陳玉成勾結，翁同書又被太平軍包圍，七月，退守定遠，“待援不至，待饷不来”，九年六月文武官紳殉難甚眾，同书棄城逃跑。壽州邑紳孫家泰、徐立壯奏苗沛霖跋扈，苗沛霖大怒，咸豐十一年（1861年）五月，苗沛霖發兵攻壽州，清廷饬令同书配合袁甲三共同查办苗沛霖，反复无常的苗沛霖又暗中与欽差大臣胜保勾搭，被困壽州的翁同書只好以“通捻”為由，將徐立壯處死，囚禁孫家泰，卻沒能減緩苗沛霖的攻勢。苗沛霖破城後，又杀孙家泰全家。不久，苗沛霖再次投清。
1861年翁同書被召至燕京。同治元年正月初十（1862年2月），曾國藩上《參翁同書片》，帝以為“贻误取巧，苟且偷生”，議政王大臣擬斬監候（即死緩）。《清史稿》載：「……同治元年正月，丙午（日），前安徽巡撫翁同書以失壽州、定遠，褫職逮問，尋論斬。」後因翁心存病故，朝廷體恤翁氏，改謫新疆。
同治三年（1864年），赴陝西圍剿回變，得賞四品銜，同治四年（1865年）12月14日因患痢疾病逝，諡文勤。

## 延伸阅读
[在维基数据编辑]
 《清史稿/卷427》，出自趙爾巽《清史稿》